# Kia Cerato
El Kia Cerato, Spectra o Forte es un automóvil de turismo del segmento C producido por el fabricante surcoreano Kia Motors desde el año 2003 hasta 2024. Es un cinco plazas con motor delantero transversal y tracción delantera, que sustituye al Kia Shuma/Sephia.
En 2008, el Cerato fue reemplazado por el Kia Forte, sin embargo, el nombre "Cerato" sigue siendo usado en algunos mercados.
El 27 de marzo de 2024, Kia lanza el K4 en Salón del Automóvil de Nueva York, siendo el sucesor definitivo del Cerato en su posición. En septiembre del 2024, el Kia K4 entra en producción en su planta en Pesquería, Nuevo León, México, llegando a los concesionarios de aquel país.

## Primera generación (LD, 2003-2009)
El Kia Cerato se presentó en Corea del Sur en 2003, y compartía su plataforma con el Hyundai Elantra (XD) a la vez que usaba el motor cuatro cilindros en línea Beta II (G4GC) de Hyundai.
Reemplazó al Sephia/Mentor sedán y al Shuma hatchback.
En América del Norte se usó el nombre "Spectra" cuando se presentó como modelo en 2003, y "Spectra5" para designar al hatchback. Para los mercados latinoamericanos, el Cerato se siguió llamando Sephia hasta 2005, cuando se descontinuó a favor del nombre Spectra. En Europa, el Cerato fue reemplazado por el Kia Cee'd.
Todos los motores del Cerato son de cuatro cilindros en línea y cuatro válvulas por cilindro. Los motores gasolina son un 1.6 litros de 105 CV y un 2.0 litros de 143 CV. Los diésel son un 1.5 litros 16V de 102 CV y un 2.0 litros 16V de 112 CV, ambos con turbocompresor (de geometría variable en el 1.5 litros), intercooler e inyección directa con alimentación por common-rail. El Cerato CRDi fue el primer turismo diésel de Kia en comercializarse en Europa. Las dos cajas de cambios existentes son una automática de cuatro marchas y una manual de cinco marchas. El cambio automático solo se podía montar con los motores de gasolina.
|                    |
| Kia Spectra5 (EUA) |

|                                 |
| Kia Spectra5 SX 2004–2006 (EUA) |

|                                          |
| Kia Cerato LX sedán 2003–2006 (Alemania) |

### Rediseño
En 2006 se presentó una versión rediseñada, con motores Gamma ahora también incluidos. En cuanto a estilo, la fascia y los faros perdieron su cresta pronunciada cerca el área de la parrilla, la tapa del maletero se volvió más rendonda y las luces traseras cambiaron de forma.
|                                      |
| Kia Spectra EX sedán 2006-2009 (EUA) |

|                                        |
| Kia Spectra5 hatchback 2006-2009 (EUA) |

|                                      |
| Kia Spectra EX sedán 2006-2009 (EUA) |

|                                                          |
| Vista trasera de un Kia Spectra EX sedán 2006-2009 (EUA) |

## Segunda generación (TD, 2009-2012)
El nombre "Cerato" se mantuvo en algunos mercados como Australia, Irán, Sudáfrica y Brasil. En Singapur este modelo de segunda generación se llamó "Kia Cerato Forte").
En Salón del Automóvil de Sídney, que se llevó a cabo el 19 de octubre de 2008, Kia presentó el Cerato sedán, que en Europa y en América del Norte se llamó Kia Forte. En los países CEI, la segunda generación del Cerato mantuvo su nombre y sus ventas comenzaron en marzo de 2009.
Los cambios se centraron en los elementos del interior y la suspensión. El auto recibió un cuerpo más ancho (4 cm) y largo (3 cm), así como una batalla más larga (4 cm). Sin embargo, la distancia del suelo se redujo un centímetro. Al mismo tiempo, se simplificó el diseño de la suspensión trasera, que en lugar de un eje independiente multilink se convirtió en uno semidependiente de doble leva, con eje elástico, lo que lo hizo más confiable y fácil de reparar y mantener.
La segunda generación del Cerato se puso a la venta en 2009 con carrocería sedán. En el Salón del Automóvil de Nueva York de 2008, Kia presentó como prototipo un cupé de dos puertas llamado "Koup Concept". La versión de producción del cupé se develó en la edición 2009 del mismo salón, con el nombre "Forte Koup". La versión hatchback se estrenó en el Salón del Automóvil de Nueva York de 2010.
En el año 2006, el Cerato de primera generación fue reemplazado en el mercado europeo por el Kia Cee'd, que se ofrece con carrocerías hatchback y familiar. El Cerato de segunda generación y el Cee'd usan la misma plataforma estando este último adaptado a los gustos del mercado europeo como antes hicieron las marcas japonesas y la marca hermana de Kia, Hyundai. En Europa las ventas de vehículos del segmento C de tres volúmenes son marginales por el empuje de los monovolúmenes compactos y las versiones dos volúmenes como el Cee´d son más grandes y deben contar con un maletero de al menos 350 litros. 
En su lanzamiento, todos los motores de gasolina del Cerato fueron atmosféricos de cuatro cilindros en línea: un 1.6 litros de 126 CV, un 2.0 litros de 156 CV y un 2.4 litros de 178 CV. El único diésel es un cuatro cilindros en línea de 1.6 litros y 145 CV, equipado con turbocargador de geometría variable e inyección directa common-rail 

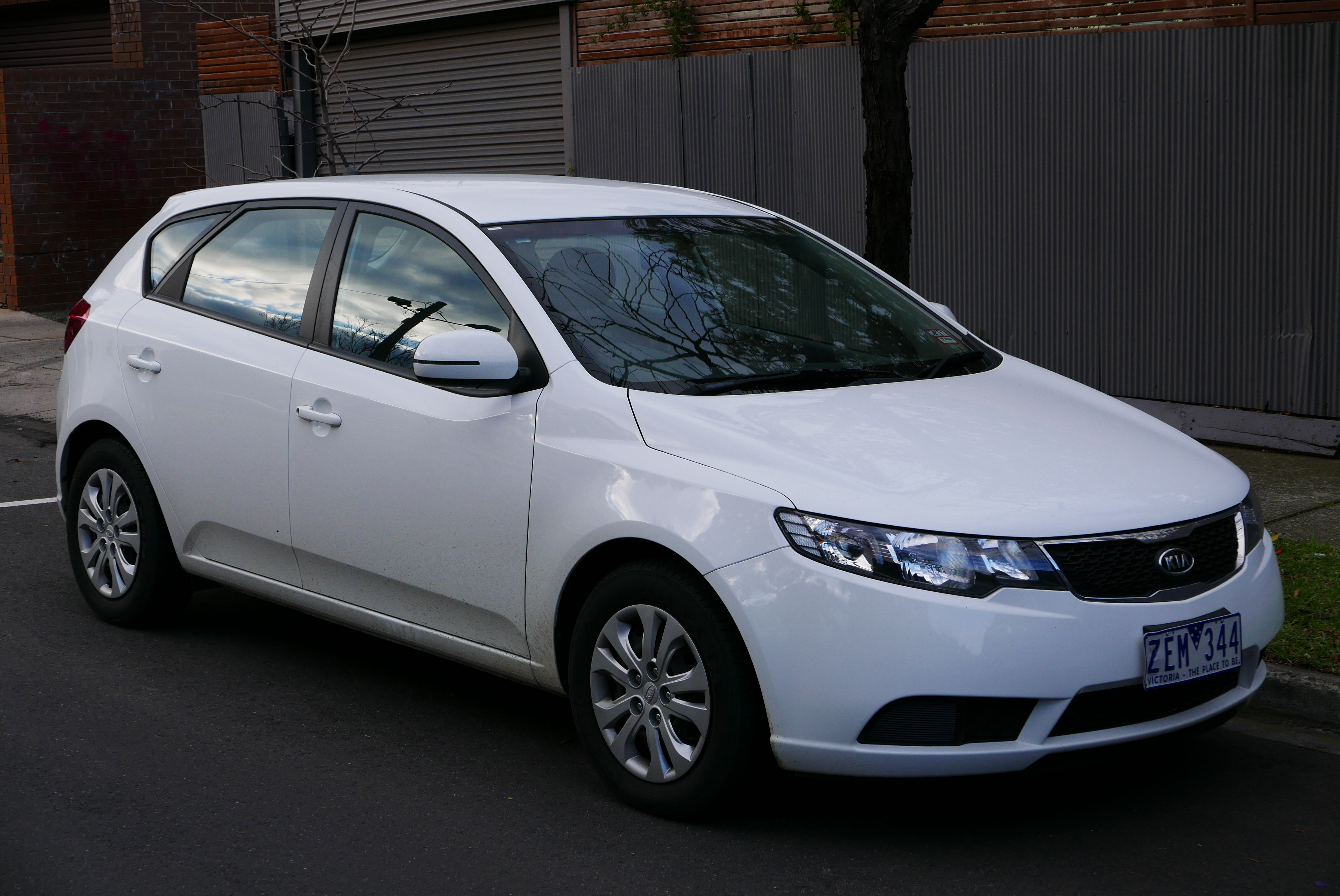
Kia Cerato con carrocería hatchback

Este Forte de primera generación (o Cerato de segunda generación) comparte la misma plataforma que el Hyundai Avante/Elantra (HD), aunque emplea un eje de torsión para la suspensión trasera en vez del diseño multilink del Elantra. 
Kia ha dicho que el Forte fue específicamente diseñado para atraer a compradores más jóvenes con gustos por los diseños de automóvil más definidos.
En América del Norte, el Forte reemplazó al sedán compacto cuatro puertas y hatchback cinco puertas, Kia Spectra, a la vez que se presentó un estilo de carrocería cupé.

### Cupé (Koup)
Originalmente se reveló como prototipo de automóvil al cupé de dos puertas "Forte Koup" en forma de "Kia Koup" el 20 de marzo de 2008 en el Salón Internacional de Nuevo York de 2008. El concepto llevaba una versión turbocargada twin-scroll del motor cuatro cilindros en línea Theta II 2.0 litros. El Forte Koup se comercializó como "Kia Cerato Koup" en Australia, Costa Rica, Rusia y Sudáfrica. Se llamó "Kia Shuma" en China y "Kia Koup" en Chile.
|                           |
| Kia Forte Koup 2010 (EUA) |

|                                  |
| Kia Cerato Koup 2010 (Australia) |

### Sedán
El Forte sedán se diseñó en el estudio de diseño de California de Kia por Tom Kearns y su equipo. El Forte de dos puertas ("Koup") se mostó como el concepto "Kia Koup" y también fue diseñado por este estudio de diseño en California. El modelo coreano salió a la venta el 22 de agosto de 2008. El modelo para Estados Unidos se reveló en el Salón del Automóvil de Chicago de 2009.
|                               |
| Kia Forte SX sedán 2010 (EUA) |

### Hatchback
El Forte cinco puertas hatchback debutó en el Salón Internacional del Automóvil de Nueva York en 2010.
|                                   |
| Kia Forte SX hatchback 2011 (EUA) |

## Tercera generación (YD, 2013-2018)
En julio de 2012 Kia presentó la nueva generación del Cerato para el mercado coreano como Kia K3. El sedán se vendió en Estados Unidos como Forte. Posteriormente se lanzó una versión hatchback cinco puertas.
El nuevo Cerato se produjo en la planta de Kia en Hwasung, en Corea del Sur; así como en la planta de Kia en Pesquería, en México y en la planta Kedah en Gurun, en Malasia.
El Kia Forte 2012 incluía faros y luces traseras LED como equipo estándar, y presenta el diseño de habitáculo orientado al conductor de Kia. Para hacerlo más eficiente en combustible, el Forte se comenzó a ofrecer con el nuevo motor Nu de Hyundai, en un MPi de cuatro cilindros y 1.8 litros que produce 148 hp con 131 lbft de torque, y un motor 2.0 litros de cuatro cilindros GDI con 173 hp con 154 lbft de torque.
El auto se presentó al público por primera vez fuera de Corea del Sur en el Salón del Automóvil de Santiago en Chile, como Kia Cerato, el 3 de octubre de 2012.

### Rediseño del 2017
En el 2017 Peter Schreyer rediseñó la parte frontal, siendo con los faros más alargados y rectangulares en las puntas junto a la nueva parrilla siendo rectangular y bordeada con cromo plateado dándole un toque más sofisticado, deportivo y elegante, en el tablero interior una radio touch screen (pantalla táctil) de  7 pulgadas (de acuerdo a la versión).

### Galería
|                        |
| Kia Cerato 2013 Sedan. |

|                             |
| Vista trasera Kia Forte III |

|                                  |
| Kia Cerato Sedan, parte lateral. |

|                                          |
| Kia Cerato Koup, deportivo de 2 puertas. |

|                      |
| Rediseño modelo 2017 |

|                                |
| Rediseño modelo 2017 hatchback |

|                            |
| Rediseño modelo 2017 sedán |

## Cuarta generación (BD, 2018-2024)
El 15 de enero de 2018 en el Salón del Automóvil Internacional de Norteamérica en Detroit, Míchigan, Kia presentó la tercera generación del Forte sedán (cuarta de la línea Cerato/Forte), diseñada por Peter Schreyer. Al tomar pistas de estilo del Kia Stinger, el nuevo Forte adopta un exterior trasero achatado, lo que resulta en un perfil fastback y una tapa del baúl corta. También hay elementos de diseño interiores parecidos al Stinger, como la pantalla táctil central "flotante" para el sistema de infotenimiento y las rejillas de ventilación circulares. El auto se fabrica usando 54% de acero de alta resistencia que es más resistente que el modelo saliente.
Las luces direccionales traseras se encuentran ubicadas en la fascia, separadas del grupo óptico trasero, como parte del lenguaje de diseño corriente de Kia y como se vio primero en la Kia Sportage.
Se ofreció de entrada con un motor cuatro cilindros en línea de 2.0L traído del modelo de segunda generación acoplado a una transmisión manual de seis marchas o a la primera CVT de Kia (llamada IVT por la marca).
el 15 de abril de 2021, Kia dio a conocer el facelift del Cerato. Dentro de los cambios más notables se destaca el nuevo logo de la marca, además de nuevas luces frontales con una nueva firma lumínica de las luces diurnas conformada por 6 líneas en LED y que incorporan las luces intermitentes en ellas, una nueva defensa con entradas de aire más pronunciadas y agresivas, así como en la parte de atrás, que incorporan nuevas luces traseras en LED que siguen el patrón de las luces frontales, seguido de un difusor con tomas de escape falsas y el diseño de las luces intermitentes y de reversa en la parte baja también sufrieron cambios. En el habitáculo se incorporó una pantalla con sistema de infotenimiento de 10,2 pulgadas, y un tacómetro digital de 10,2 pulgadas (solo modelos fabricados en Corea) y a partir del modelo 2022 se incorporó el freno de mano electrónico. La gama de motores no ha sufrido cambios, se mantienen los motores 1.6L Smartstream G con 123hp, un 1.6L MPi con 130hp, un 2.0L con 147hp y un 1.6T con 201hp para los modelos deportivos.

### El Forte en México
En 2020, en México se ofrecen cuatro versiones de equipamiento para el Forte con carrocería sedán: LX, EX, GT Line y GT. Desde la primera versión, la LX, se ofrecen seis bolsas de aire, pantalla de 8 pulgadas con conectividad Apple CarPlay y Android Auto, cámara de reversa con guías dinámicas y rines de aluminio de 16 pulgadas.  La versión EX agrega faros de niebla delanteros, volante y palanca de velocidades forradas en piel, control de crucero y llave inteligente. El nivel de equipo GT Line agrega rines de 17 pulgadas, faros delanteros LED, quemacocos, cargador inalámbrico y sistema de monitor de punto ciego.  Finalmente la versión GT agrega un motor 1.6 turbo de 201 caballos de fuerza, un kit exterior deportivo, un clúster de supervisión de 4.2 pulgadas y un sistema de audio Harman Kardon.  El modelo de 5 puertas no se ofrece el nivel de equipo de entrada LX.  Los motores de los carros armados en México son hechos por Hyundai WIA.

### Desempeño en colisiones
El gobierno de Estados Unidos calificó al Forte con 4 estrellas, de un máximo de 5.  El Insurance Institute for Highway Safety (IIHS), en cambio, le concedió su más alta calificación en 2019 (Top Safety Pick+).  En 2022, el mismo IIHS diseñó una nueva prueba en la cual se simula un impacto lateral de 1905 kg a 60 kilómetros por hora.  Mientras que siete carros compactos la superaron, el Forte y otros tres vehículos obtuvieron pobres resultados.

### Galería
|              |
| Kia Forte GT |

| |
| Kia Forte sedán en su presentación en el Salón del Automóvil Internacional de Norteamérica de 2018 |

|                                            |
| Parte frontal en el Forte en el SIAM 2019. |

|                            |
| Parte posterior del sedán. |

|                        |
| Kia K3 (versión china) |

|                          |
| Kia K3 (parte posterior) |